# عنکبوت‌های بی‌سرندک نیوزیلندی
عنکبوت‌های بی‌سرندک نیوزیلندی (انگلیسی: Huttonia) سرده‌ای از عنکبوت‌های بومی نیوزیلند است.